# بيلي غالاغير
بيلي غالاغير (بالإنجليزية: Billy Gallagher)‏ هو طاهي جنوب أفريقي، ولد في 17 أغسطس 1948، وتوفي في 19 مايو 2016.